# スケールハイト
スケールハイト（英語: Scale height）とは、大気力学においてある量が指数関数的に減少するときの距離を表す量である。

## 定義
惑星の大気について、垂直上向きに上昇するにつれて、大気圧は指数的に減少する。スケールハイト H は次のように定義される。
{\displaystyle H={\frac {kT}{Mg}}}
ここで、
k ：ボルツマン定数
T ：大気表面の平均の絶対温度
M ：乾いた大気の平均分子量
g ：惑星表面の重力加速度
である。

## 物理的意味
大気の圧力は大気自身の重さにより生じている。もし、高度 z における大気が密度ρ、圧力 P を持ち、上方向に微小量 dz だけ動いたとき、圧力変化 dP は
{\displaystyle {\frac {\mathrm {d} P}{\mathrm {d} z}}=-g\rho }
で表される。ここで重力加速度 g は、微小の dz に対しては定数とみなせる。負の符号であるのは高度が上昇すると圧力が減少することを表している。
ここで温度が変化しないと仮定し、理想気体の状態方程式を用いると、密度ρは次のように表される。
{\displaystyle \rho ={\frac {MP}{kT}}}
ゆえに
{\displaystyle {\frac {\mathrm {d} P}{P}}=-{\frac {\mathrm {d} z}{\frac {kT}{Mg}}}=-{\frac {\mathrm {d} z}{H}}}
海面上( z = 0) の圧力を P0 とおくと、高度 z における圧力 P は
{\displaystyle P=P_{0}e^{-{\frac {z}{H}}}}
となる。これより圧力 P が高度 z について指数的に減少していることが分かる。z=H の高度では圧力は z=0 での圧力 P0 の 1/e 倍になっていることが分かる。

## 温度との換算
地球について、海面上の圧力 P0 はおよそ1.01×105　Paで、乾いた大気の平均分子量は M = 28.964 u = 4.808×10-26 kg（uは原子質量単位）である。また重力加速度 g = 9.81 m/s2である。地球大気のスケールハイトの温度を除いた部分にこれらの数値を代入すると、温度との換算係数として
{\displaystyle {\frac {k}{Mg}}={\frac {1.38\times 10^{-23}\ \mathrm {J/K} }{(4.808\times 10^{-26}\ \mathrm {kg} )\times (9.8\ \mathrm {m/s^{2})} }}=29.26\ \mathrm {m/K} }
が得られる。これは次のような関係を与える。
T = 290 K  -  H = 8500 m
T = 273 K  -  H = 8000 m
T = 260 K  -  H = 7610 m
T = 210 K  -  H = 6000 m

## その他の使用例
大気力学以外の様々な場面においても、スケールハイトという概念は用いられている。例えば宇宙物理における降着円盤では、円盤の高さ方向に対して密度や圧力などの量が指数関数的に減少する際に、その典型的な距離の大きさとしてスケールハイトが定義される。この場合、スケールハイトは円盤の厚みを示す指標として用いられる。